# LANHSA
LANHSA (Línea Aérea Nacional de Honduras, S.A. de C.V.) es una aerolínea hondureña que opera vuelos comerciales y vuelos chárter dentro de Honduras. LANHSA tiene su sede y centro de operaciones en La Ceiba y vuela a cinco destinos nacionales, operando un BAe Jetstream 41.   

## Destinos

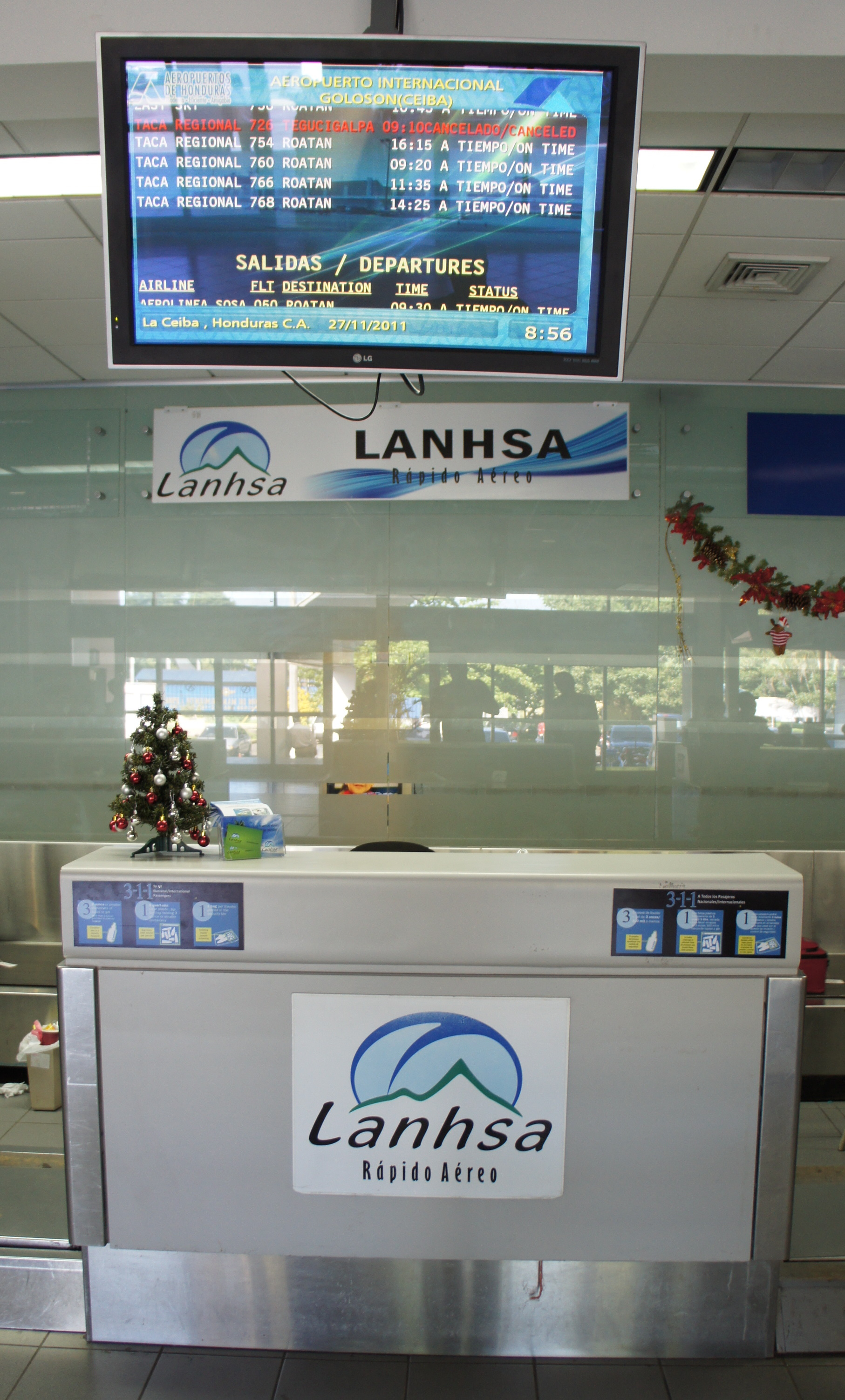
Mostrador de facturación, Aeropuerto Internacional Ramón Villeda Morales de San Pedro Sula (2011)

LANHSA vuela a seis destinos en Honduras:
| Destinos       | Aeropuertos                                       |
| -------------- | ------------------------------------------------- |
| Guanaja        | Aeropuerto de Guanaja                             |
| La Ceiba       | Aeropuerto Internacional Guillermo Anderson (HUB) |
| Puerto Lempira | Aeropuerto de Puerto Lempira                      |
| Roatán         | Aeropuerto Internacional Juan Manuel Gálvez       |
| Tegucigalpa    | Aeropuerto Internacional Toncontín                |

## Flota
La flota actual de LANHSA se compone de las siguientes aeronaves:
| Aeronaves        | Activos | Pedidos | Pasajeros                                         | Matrículas                                        | Antigüedad                                        |
| ---------------- | ------- | ------- | ------------------------------------------------- | ------------------------------------------------- | ------------------------------------------------- |
| BAe Jetstream 31 | 4       | —       | 19                                                | HR-AXR                                            | 39,6 años                                         |
| BAe Jetstream 31 | 4       | —       | 19                                                | HR-AYE                                            | 37,5 años                                         |
| BAe Jetstream 31 | 4       | —       | 19                                                | HR-AXG                                            | 36,2 años                                         |
| BAe Jetstream 31 | 4       | —       | 19                                                | HR-AYP                                            | 36,6 años                                         |
| BAe Jetstream 32 | 1       | —       | 19                                                | HR-AYV                                            | 33,4 años                                         |
| BAe Jetstream 41 | 1       | —       | 29                                                | HR-AYX                                            | 27,9 años                                         |
| Total            | 6       | —       | Edad media de la flota (marzo de 2025): 35,2 años | Edad media de la flota (marzo de 2025): 35,2 años | Edad media de la flota (marzo de 2025): 35,2 años |

### Flota histórica
| Aeronaves                     | Total | Introducido | Retirado | Matrículas                      |
| ----------------------------- | ----- | ----------- | -------- | ------------------------------- |
| Beechcraft Modelo 99 Airliner | 1     | 2011        | 2013     | HR-AXK                          |
| Cessna 402 Utiliner           | 4     | 2009        | c. 2020  | HR-AYB, HR-AWS, HR-AVX y HR-AVZ |

## Accidentes e incidentes
- El 4 de enero de 2022, un BAe Jetstream 31 (matriculado HR-AYY) con 18 pasajeros y una tripulación de dos personas sufrió un colapso en el tren de aterrizaje derecho cuando efectuaba la maniobra de aterrizaje en el Aeropuerto Internacional Juan Manuel Gálvez de Roatán procedente del Aeropuerto Internacional Guillermo Anderson en La Ceiba, lo que ocasionó que el avión se saliera de la pista de aterrizaje. Todos los ocupantes resultaron ilesos, pero la aeronave fue dada de baja.[5]

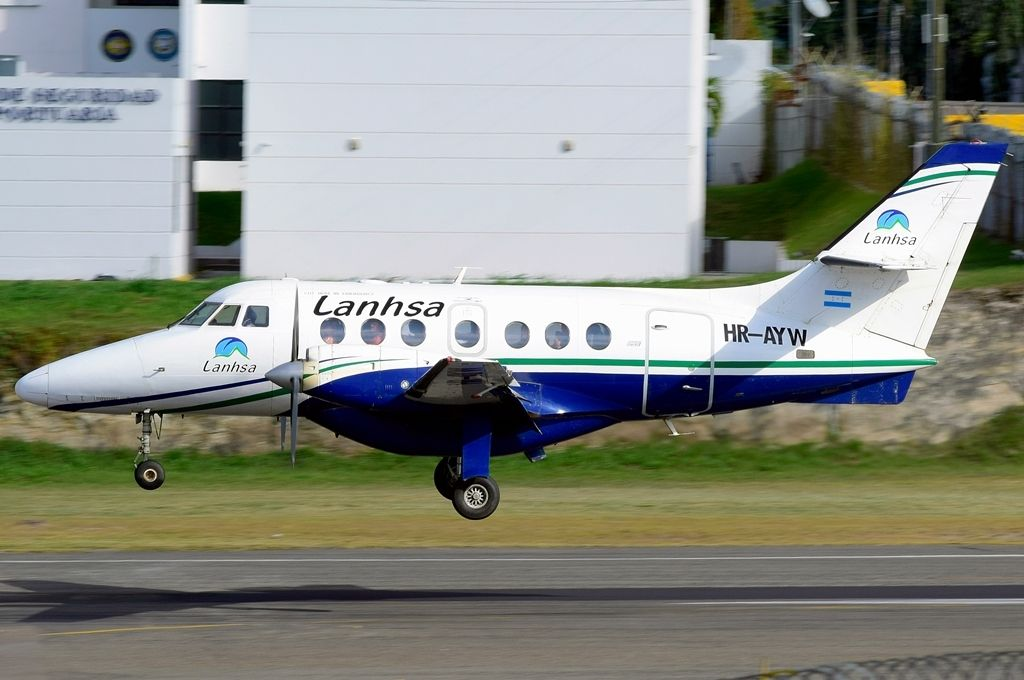
El BAe Aerospace Jetstream 32 estrellado en marzo de 2025 fotografiado en el Aeropuerto Internacional Toncontín en enero de 2024

- El 17 de marzo de 2025, un BAe Jetstream 32 (matriculado HR-AYW) con 15 pasajeros a bordo y una tripulación de dos personas, se estrelló en el océano poco después de haber despegado del Aeropuerto Internacional Juan Manuel Gálvez en Roatán con destino al Aeropuerto Internacional Guillermo Anderson en La Ceiba. Las autoridades confirmaron 12 muertos y 5 heridos.[6][7][8]